# Liste des arrondissements de Saint-Pétersbourg
La liste des arrondissements de Saint-Pétersbourg (aussi nommés « okroug municipaux ») en compte 81 depuis 2008.

## Arrondissements numériques
- Okroug municipal № 7
- Okroug municipal № 15
- Okroug municipal № 21
- Okroug municipal № 53
- Okroug municipal № 54
- Okroug municipal № 65
- Okroug municipal № 72
- Okroug municipal № 75
- Okroug municipal № 78

## Autres arrondissements
- Parnas
- Sampsonevskoïe
- Sosnovskoïe
- Svetlanovskoïe